# ابراهیم‌آباد (مشهدمیقان)
ابراهیم‌آباد (مشهدمیقان)، روستایی از توابع بخش مرکزی شهرستان اراک در استان مرکزی ایران است.

## جمعیت
این روستا در دهستان مشهد میقان قرار دارد و براساس سرشماری مرکز آمار ایران در سال ۱۳۸۵، جمعیت آن ۱۳۴ نفر (۳۴خانوار) بوده است.